# 猪瀬浩平
猪瀬 浩平（いのせ こうへい、1978年 - ）は、日本の文化人類学者。明治学院大学教養教育センター教授、同大学ボランティアセンターセンター長。
日本ボランティア学会運営委員。NPO法人のらんど代表理事。元日本学術振興会特別研究員（DC1）。元東京大学「21世紀COE 共生のための国際哲学交流センター」特任研究員。

## 経歴
1978年、埼玉県浦和市（現：さいたま市）に生まれる。
1997年に埼玉県立浦和高等学校卒業、大阪大学人間科学部人間科学科に入学。大学在学中の1999年から見沼田んぼ福祉農園の活動に参加し、のちに見沼・風の学校事務局長に就任。2001年に卒業。2003年、東京大学大学院総合文化研究科超域文化科学専攻（文化人類学）修士課程修了。2007年、東京大学総合文化研究科博士課程単位取得満期退学。
2007年より明治学院大学教養教育センター専任講師、2010年より准教授、2018年より教授。
2018年4月16日、大東文化大学の渡辺雅之らと共に「子どもと外交は無関係である」と、「朝鮮学校の補助金支給再開を求める声明」文を埼玉県、埼玉県議会各会派に届け、県庁で記者会見を行う。
専門は民俗学、ボランティア学、環境社会学、科学技術社会論。身体活動歴として、農業、山岳、焚き火。

## 著書
- 『村と原発 窪川原発計画をもみ消した四万十の人びと』農山漁村文化協会、2015年
- 『分解者たち 見沼田んぼのほとりを生きる』生活書院、2019年
- 『ボランティアってなんだっけ？』岩波書店、2020年

## 所属学会
- 日本文化人類学会（旧日本民族学会）
- 環境社会学会

## 出演
- こころの時代「すれ違う こすれ合う」（2025年2月9日、NHK Eテレ）[4]